# Доминик Степан
Доминик Степан (Steven Dominick) —  Майстер бандур харківського зразка в Судбері, (Sudbury) Канада українського походження. Народжений в Канаді. Інструменти діатонічні — 8 басків та 25 приструнків. Інструменти в різних музеях Канади. (Museum of Civilization — Ottawa).